# دهستان میرآباد
دهستان میرآباد نام دهستانی در بخش کلاتان شهرستان بمپور، استان سیستان و بلوچستان در ایران است.

## جمعیت
براساس سرشماری مرکز آمار ایران در سال ۱۳۹۵، جمعیت آن ۹۴۰۸ نفر بوده‌است.